# إنديوم (111إن) بيسيروماب
إنديوم (111إن) بيسيروماب هو جسم مضاد وحيد النسيلة طورته سينتوكور تحت اسم تجاري هو فيبري سينت (FibriScint) للكشف عن تجلط الوريد العميق لكنه سحب وهو في طور التجارب السريرية.